# Balz Bachmann

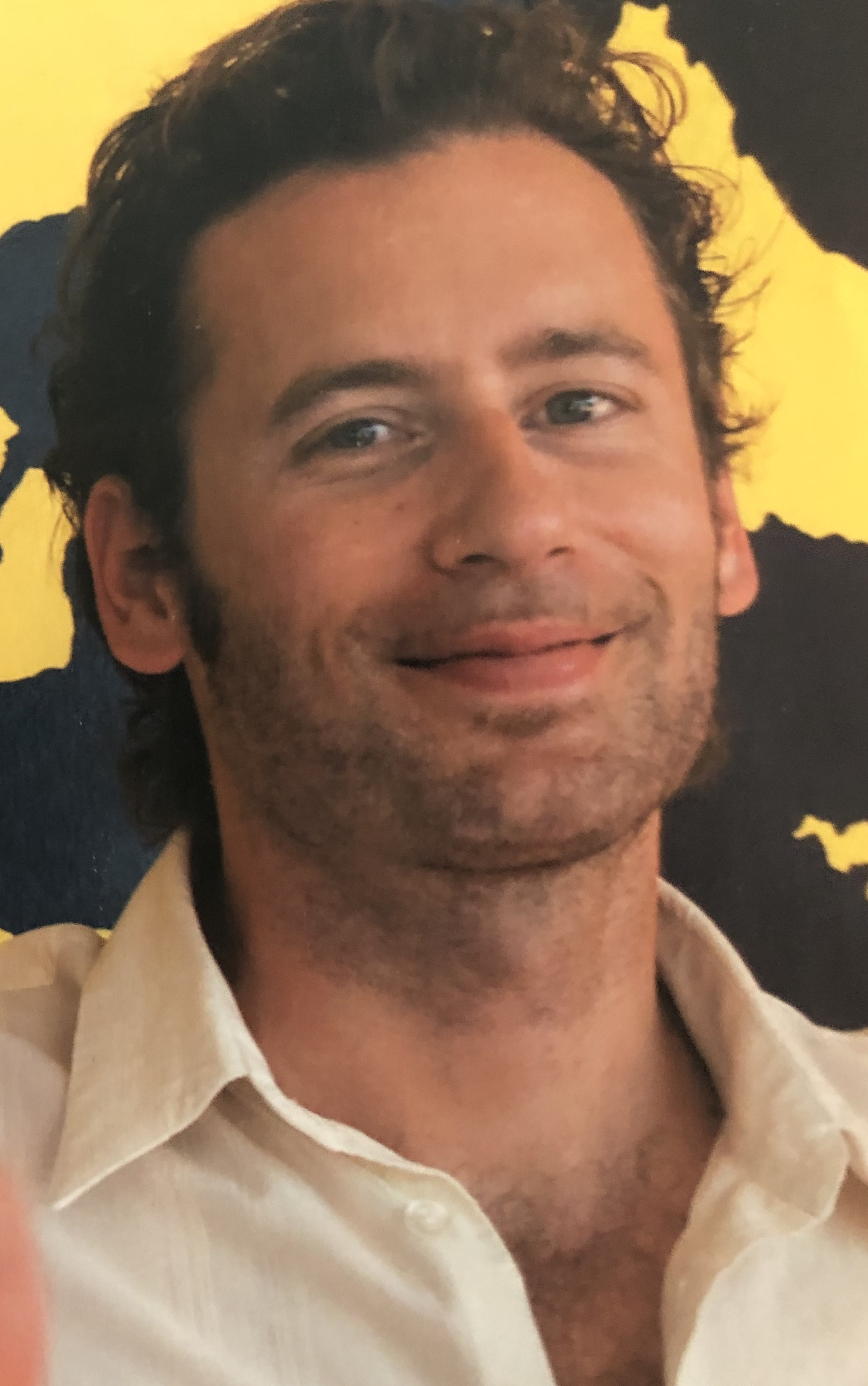
Balz Bachmann am Filmfestival Locarno

Balz Bachmann (* 17. Januar 1971 in Zürich) ist ein Schweizer Filmmusikkomponist und Musiker.

## Leben
Balz Bachmann ist Komponist, Produzent und Musiker. Seine umfangreiche Arbeit umfasst Spiel- und Dokumentarfilme, Theatermusik, Kunstprojekte und Kompositionen für das Fernsehen, was seine Vielseitigkeit und sein Engagement unterstreicht. Bachmann hat sowohl mit renommierten so wie jungen Regisseuren gearbeitet, darunter z.b. Jasmila Žbanić, Dani Levy, Lisa Brühlmann, Ramon Zürcher, Thomas Imbach, Sabine Gisiger oder „Academy Award“-Preisträger Xavier Koller.
Seine Kompositionen wurden mit zahlreichen renommierten Preisen ausgezeichnet. Neben seiner erfolgreichen Arbeit als Komponist ist Balz Bachmann auch als Musikproduzent und Dozent an der Zürcher Hochschule der Künste tätig. Zudem arbeitet er als Musiker mit verschiedenen Künstlern zusammen oder begleitete unter anderem die Sängerin Sophie Hunger auf ihren Tourneen. Sein musikalischer Stil ist vielfältig und reicht von elektroakustischer, orchestraler Musik bis hin zu experimentellen Kompositionen.
Im Jahr 2024 wurde er als Komponist für das Programm „Spot the Composer“ am Filmfestivals von Cannes eingeladen. Er lebt und arbeitet in Zürich und ist Mitglied der Europäischen und der Schweizerischen Filmakademie.

## Filmografie und Werk (Auswahl)
- 2025: Siri Hustvedt-Dance around the self von Sabine Lidl
- 2025: Solidarity von David Bernet
- 2024: When we where Sisters von Lisa Brühlmann
- 2024: Der Spatz im Kamin von Ramon Zürcher
- 2024: Operation Silence von Werner Schweizer
- 2023: Jakobs Ross von Katalin Gödrös
- 2023: Las Torreras von Jacqueline Brutsche
- 2023: 8 Tage im August von Samuel Perriard
- 2022: Les histoires d`amour de Liv S. von Anna Luif
- 2022: Think something nice von Claudius Gentinetta
- 2022: Becomming Giulia von Laura Kaehr
- 2022: The Mies van der Rohes von Sabine Gisiger
- 2021: Lucky Man von Claude Luyet, Thomas Ott
- 2021: Mitholz von Theo Stich
- 2021: Der Konzern von Sven Rufer
- 2020: Miraggio von Nina Stefanka
- 2020: The saints of the impossible von Marc Wilkins
- 2019: Shalom Allah von David Vogel
- 2019: Tatort: Ausgezählt von Katalin Gödrös
- 2019: Starshot von Samuel Perriard
- 2018: Amur senza fin von Christoph Schaub
- 2017: Willkommen in der Schweiz von Sabine Gisiger (Kino)
- 2017: Bis ans Ende der Träume von Wilfried Meichtry (Kino)
- 2016: Im Nirgendwo von Katalin Gödrös (TV)
- 2016: Stille Reserven von Valentin Hitz (Kino)
- 2015: Bon Voyage Marc Wilkins (Kino)
- 2014: Love Island von Jasmila Zbanic' (Kino)
- 2013: Yaloms Anleitung zum Glücklichsein von Sabine Gisiger (Kino)
- 2013: Die schwarzen Brüder von Xavier Koller (Kino)
- 2013: Schwestern von Anne Wild (Kino)
- 2013: Tatort: Schmutziger Donnerstag von Dani Levy (TV)
- 2012: Eine wen iig, dr Dällebach Kari von Xavier Koller (Kino)
- 2011: Nebelgrind von Barbara Kulcsar (TV)
- 2011: Tatort: Wunschdenken von Markus Imboden (TV)
- 2011: Day is Done von Thomas Imbach (Kino)
- 2010: Hugo Koblet – Pedaleur de Charme von Daniel von Aarburg (Kino)
- 2010: Satte Farben vor Schwarz von Sophie Heldman (Kino)
- 2009: Giulias Verschwinden von Christoph Schaub (Kino)
- 2009: Madly in Love von Anna Luif (Kino)
- 2008: Happy New Year von Christoph Schaub (Kino)
- 2007: Die Seilbahn von Claudius Centinetta (Kino)
- 2007: Canzun Alpina von Sören Senn (TV)
- 2007: Magische Schweiz – Pfiife Guggisberg von Bettina Oberli (TV)
- 2007: Business Class von Rainer Binz (Pilot)
- 2007: Mainstream von Alexandra Bachszeszi & Jan Duyvendak (Performance)
- 2007: I was a Swiss Banker von Thomas Imbach (Kino)
- 2006: Une Idèe de la Suisse von Daniel Hitzig (TV)
- 2006: The magic Cut von Jacqueline Brutsche (Kino)
- 2006: Kein Zurück von Sabine Boss (TV)
- 2006: Alles bleibt anders von Güzin Kar (TV)
- 2006: Havarie von Xavier Koller (TV)
- 2005: Lenz von Thomas Imbach (Kino)
- 2005: Lago Mio von Jann Preuss (TV)
- 2005: Floh! von Christine Wiederkehr (Kino)
- 2005: Jeune Homme von Christoph Schaub (Kino)
- 2005: Gambit von Sabine Gisiger (Kino)
- 2004: Villa Henriette von Peter Payer (Kino)
- 2004: Poldek von Claudius Centinetta (Kino)
- 2004: Chyenne von Alexander Meier (Kino)
- 2003: Suntig von Barbara Kulcsar (Kino)
- 2003: Little girl blue von Anna Luif (Kino)
- 2003: Sternenberg von Christoph Schaub (Kino)
- 2002: Ernstfall in Havanna von Sabine Boss (Kino)
- 2002: Die Kunst der Begründung von Christoph Schaub (Dokumentarfilm)
- 2002: Der Wechsel der Bedeutungen von Christoph Schaub (Dokumentarfilm)
- 2001: Studers erster Fall von Sabine Boss (TV)
- 2001: Poochi von Alexander Meier (Kino)
- 2000: Do it von Sabine Gisiger und Marcel Zwingli (Dokumentarfilm-Kino)
- 2000: Summertime von Anna Luif (Kino)
- 1999: Id Swiss Christian Davi, Stina Werenfels und diverse Autoren (Kino)
- 1998: Timing von Chris Niemeyer (Kino)
- 1998: Blush von Barbara Kulcsar (Kino)

## Auszeichnungen
- 2025 Beste Filmmusik Schweizer Filmpreis Nomination "Der Spatz im Kamin"
- 2024 Entrevues Film Festival, Achievement in Music & Sound, Nomination for “The Sparrow In The Chimney”
- 2018 „Beste Filmmusik“ Nomination Deutscher Dokumentarfilm-Musikpreis Dokfest München für „Willkommen in der Schweiz“
- 2018 „Beste Filmmusik“ Nomination Deutscher Dokumentarfilm-Musikpreis Dokfest München für „Bis ans Ende der Träume“
- 2017 International Filmfestival Locarno – Beste Filmmusik "Bis ans Ende der Träume"
- 2015 Schweizer Filmpreis Quartz – Nomination Beste Filmmusik für „Yalom`s Cure“
- 2012 Schweizer Filmpreis Quartz – Nomination Beste Filmmusik "Eine wen iig, dr Dällebach Kari"
- 2012 Schweizer Filmpreis Quartz – Beste Filmmusik "Day is Done"
- 2010 Schweizer Filmpreis Quartz – Nomination Beste Filmmusik 2010 Giulias Verschwinden
- 2009 Schweizer Filmpreis Quartz – Nomination Beste Filmmusik "Happy New Year"
- 2006 International Filmfestival Locarno – Beste Filmmusik "Jeune Homme"
- 2003 International Filmfestival Locarno – Beste Filmmusik "Little Girl Blue"